# Грделица
Грделица (серб. Грделица) — город в Сербии в общине Лесковац в Ябланичском округе. Согласно переписи населения 2011 года, проживало 2136 жителей.

## Географическое положение
Город находится на въезде в ущелье Грдлич, с северной стороны, на высоте 225 метров над уровнем моря. Он расположен на главной Моравско-Вардарской артерии, где проходят железная дорога и шоссе. В 17 км к северу от Грделицы находится Лесковац, в 11 км к югу — Предежане, а к востоку — Власотинце, в 13 км. Над городом находится холм Кале, куполообразный, с бывшим укреплением, высотой 361 м.